# Književnost u 1668.
◄◄ | ◄ | 1665. | 1666. | 1667. | 1668.  | 1669. | 1670. | 1671. | ► | ►►
Arhitektura • Astronomija • Biologija • Glazba • Kazalište • Kemija • Kiparstvo • Knjige • Književnost • Kršćanstvo • Medicina • Politika • Pravo • Promet • Slikarstvo • Znanost
Književnost u 1668.

## Svijet

### Književna djela
- Škrtac Molièrea

## Vanjske poveznice
|  | Zajednički poslužitelj ima još gradiva o temi Književnost u 1668. |